# Bernhard Karl von Koehne
Bernhard Karl von Koehne (Berlim, 4 de julho de 1817 — Würzburg, 17 de fevereiro de 1886) foi um arqueólogo, numismata e heraldista alemão ao serviço da Rússia Imperial. Em 1844 foi nomeado curador do departamento de numismática do Museu Hermitage em São Petersburgo, sendo em seguida consultor científico, e de 1857 em diante director da secção de armas no departamento de heráldica do senado russo. Após cair em desgraça junto dos círculos académicos de São Petersburgo, requereu a cidadania finlandesa em 1859, que não lhe foi concedida. Foi conhecido na Rússia sob o nome de Boris Valisilivich Kene em russo:  Бернгард (Борис) Васильевич Кёне.

## Biografia
Em 1842 o Barão Von Koehne estabeleceu-se em São Petersburgo, seguindo a carreira civil ao serviço do Império Russo. A sua produção académica no campo da arqueologia russa, no qual foi pioneiro, e da numismática medieval europeia, foi prodigiosa. Entre 1941 e 1973 fundou, dirigiu e redigiu grande parte do conteúdo de três séries de periódicos, interrompendo a actividade somente entre 1852 e 1859, presumivelmente devido à Guerra da Crimeia.
Em 1844 Koehne realiza uma prolongada viagem ao sul da Itália, para apreciar as colecções numismáticas aí existentes. No mesmo ano foi nomeado curador do departamento de numismática do Museu Hermitage em São Petersburgo. Foi depois director da Galeria dos Tesouros e consultor científico. A sua área de especialização foi a numismática da Antiguidade no Mar Morto.
Por sua iniciativa, com a ajuda do Duque de Leuchtenberg, Maximiliano, em 1846 foi fundada a Sociedade Imperial Russa de Arqueologia (em russo:  Императорское русское археологическое общество), uma filial da "Sociedade Técnica Russa" (em russo:  Русское техническое общество), da qual Koehne foi nomeado secretário. Koehne recebeu do Institut de France uma medalha de ouro raramente concedida pela "Description du musée de feu le prince Basile Kotschoubey" e pelo Estudo sobre a história e numismática dos assentamentos gregos na Rússia, assim no Reino de Ponto como no do Bósforo", São Petersburgo, 1857 (em russo:  "Исследования по истории и нумизматике греч. поселений в России, равно как царств Понтийского и Босфора Киммерийского").
Desejando simplificar os armoriais do Império, em 1857 o Barão Von Koehne emite as regras para os brasões das províncias, regiões, municípios, cidades e vilas. Foram aprovados a 7 de Maio, e a 4 de Julho desse ano.
As normas incluíam a classificação dos adornos exteriores do escudo, decorações (coroa) do escudo todo, as fitas que o entrelaçam, e o método de especificar a afiliação provincial na parte livre do escudo.
Na segunda metade da década de 1850 Koehne realiza-se como heraldista, ao compor os símbolos imperiais, dentre os quais sua principal realização, que foi a versão definitiva do Brasão do Império Russo, em 1856 e, no ano seguinte, é condecorado. Em 1858, entretanto, sua reputação foi irremediavelmente abalada quando, descobrindo em Estocolmo antigas moedas russas, identificou-as como sendo do período de Olegue de Quieve; foi refutado, em seguida, por A. Kunik, que ao assinalar a presença de São Jorge, identificou-as acertadamente como sendo de Jaroslau I, o Sábio. Koehne não reconheceu o erro e iniciou-se um virulento debate, que, mesmo quando se esvaiu, não o permitiu recuperar a credibilidade científica.
Versos atribuídos a Mykola Lysenko, muito populares no seu tempo, e críticos da influência que o alemão exercia junto ao poder, diziam que:
"...afirma que diferentes cruzamentos

Em torno de seu pescoço pendurado,

Resumem em três linhas,

Houve de tudo: medalhas, emblemas

E ainda, finalmente, a estrela

Cão raivoso persa.

Particularista de Berlim,

Espião em terras estrangeiras,

Como heraldista autodenominado

Mande-o a serviço do poder ... "

## Publicações

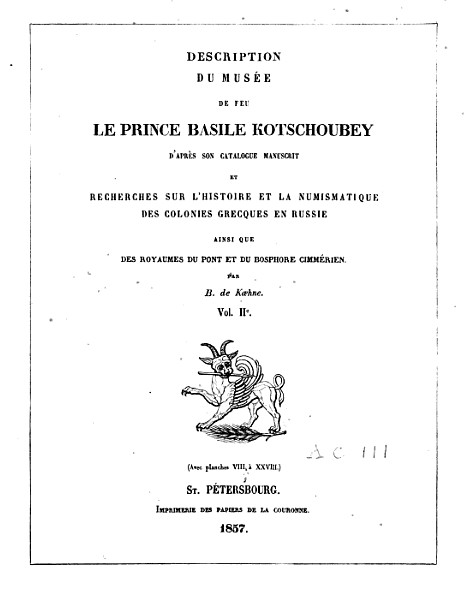
Frontispício da obra "Description du musée de feu le prince Basile Kotschoubey", premiada pelo Institut de France.

- «De numis Friderici II., electoris Brandenburgici». , 1840
- «Izslědovanija ob istorii i drevmostjach goroda Chersonisa Tavricěskago». , 1848
- «Beitrage zur Geschichte und Archaologie von Cherronesos in Taurien». , 1848
- «Über die im Russischen Reiche gefundenen abendländischen Münzen». , 1850
- «Opisanie evropejskich monet X, XI i XII věka, najdennych v Rosii». , 1852
- Исследования по истории и нумизматике греч. поселений в России, равно как царств Понтийского и Босфора Киммерийского, San Pietroburgo, 1857
- Description du musée de feu le prince Basile Kotschoubey, San Pietroburgo, 1857 (Edição digital)
- Über die im Russischen Reiche gefundenen Abendländischen Münzen des X, XI und XII Jahrh. (San Pietroburgo, 1850
- Князь Олег и г. Куник (in "Русский вестник", 1860)
- Notice sur les sceaux et les armoiries de la Russie, vol. I, Berlino, 1861
- «Recherches sur l'origine de plusieurs maisons souveranines d'Europe: Föret». , 1863
- «Ermitage impérial: Catalog de la galerie des tableaux». , 1863
- «Das Mecklenburgische Wappen». , 1864
- «Schaustück der Herzogin Anna von Kurland, geb. Fürstin von Mecklenburg». , 1864
- «Ermitage Impérial: Collection des dessins». , 1867
- Императорский Эрмитаж. Vol. 1. scheda su Raffaello; vol. 2. scheda su Leonardo da Vinci, San Pietroburgo, 1866; 2 ed. 1869)
- «Über den Doppeladler». , Berlim, 1871
- «Medailles russes». , 1876
- «Une medaille mensongère». , 1876
- «Drachms of Aristarchos, dynast of Colchis». , 1877
- «Monnaies des souverains de Suède frappées dans les Provinces Baltiques et en Allemagne». , 1879
- «Le rouble de l'Empeur Constantin de Russie». , 1879
- «Zur Geschichte der Beziehungen Russlands zu Deutschland». , 1880
- «Brandenburgische Geschenke an die Zaren Alexei Michailowitsch, Peter und Iwan, sowie an die Zarewna Sophine Alexejwna». , 1881
- Ao cuidado de Koehne:
  - Записки Императорского археологического общества (San Pietroburgo, 1847-52, in 6 voll.),
  - Гербовник Российской империи (XI—XIII)
  - Каталоге нумизматического музее Императорского Эрмитажа (con Gustav Friedrich Waagen, Lukaševič e altri).
- Artigo Monnaies byzantines: Supplément à l'ouvrages de Sabatier na Revue belge de Numismatique, 1881
- Artigo Le monete ossidionali di Brescia em Periodica di Numasmatica e Sfragistica. Anno 6, Fasc. 2
- Artigo em: "Mémoires de la Societé d’Archéologie et de Numismatique de St-Petersbourg", "Revue belge de Numismatique", "Berliner Blätter für Münz-, Siegel- und Wappenkunde".